# Bangor Erris
Bangor Erris (auch nur Bangor, irisch Baingear, älter, aber unhistorisch Beannchar Iorrais, „spitzer Hügel von Erris“) ist eine Ortschaft in Irland. Sie liegt im Osten des County Mayo in der Provinz Connacht.
Beim Census 2022 lebten 344 Einwohner in der Stadt. Das ist gegenüber 1996 nur ein geringer Zuwachs; damals waren es 251 Einwohner.

## Lage
Bangor Erris liegt etwa 37 Kilometer westlich von Ballina am Owenmore River. 
Die Nationalstraße N59  (von südlich Sligo nach Galway) führt durch die Ortschaft. Von hier führt die R313 am Loch na Ceathrún Móire vorbei nach Béal an Mhuirthead (Belmullet). 
Der Wanderweg Bangor Trail führt über 40 Kilometer an zahlreichen ur- und frühgeschichtlichen Monumenten und Fundplätzen vorbei.

## Geschichte
Ursprünglich hieß die Gegend Doire Choineadaigh (oder Kennedy’s Woods, deutsch: Kennedys Wälder). Der heutige Name wurde von Denis Bingham im 19. Jahrhundert gewählt, der hier eine Siedlung an der Kreuzung historischer Wege errichtete. 
1818 kam es hier zur sog. Townagh-Flut. Die Seen um Bangor Erris traten über die Ufer. Durch die Schlammfluten starben 17 Menschen. 
1928 wurde durch den Largan-Erdrutsch die Verbindungsstraße nach Belmullet durch den Einsturz einer Brücke unterbrochen. 1931 kam es bei Upper Glencullen zu einem Erdrutsch. 1934 wurde ein Waffenhort aus der Zeit der Irischen Rebellion von 1798 entdeckt.

## Sehenswürdigkeiten
Die von Dennis Bingham 1823 errichtete Bingham Lodge ist in den vergangenen 200 Jahren umgebaut, zeitweise vernachlässigt und beinahe durch einen Brandanschlag vernichtet worden. 
Die Herz-Jesu-Kirche wurde von 1946 bis 1947 erbaut.

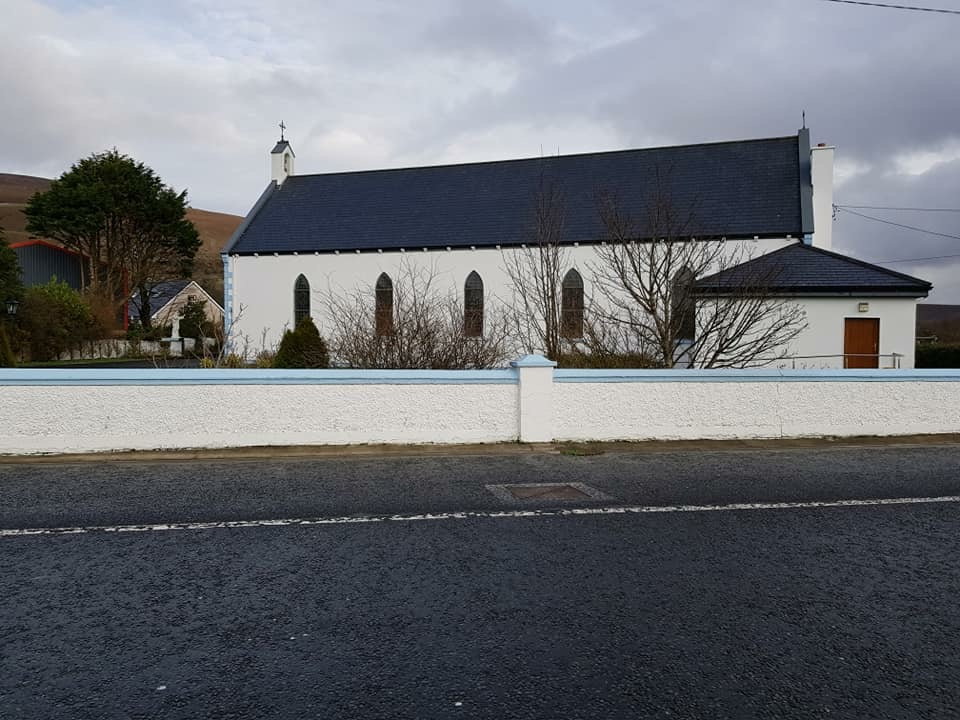
Herz-Jesu-Kirche